# Дивит
Дивит (на турски: Divit) е специална, най-често метална и продълговата кутийка с две отделни хранилища, едното за мастило (мастилница – на арабски Hokka), другото за пера и моливи – на арабски „кубур“), споени едно с друго. Понякога дивитите са изработени твърде изкусно. Според Иван Дуйчев османският и български дивит отговаря на западното scripturale, scriptionale, на френски: ecritoire. Евреите в стария Русчук са наричали дивита на ладински „искривания“. По-заможни или по-образовани хора в Османската империя, в т. ч. и по българските земи, са носели дивита като символ и признак за образованост в цветния си вълнен пояс (на турски – кушак). Правото да носят дивит придобиват учениците в килийното училище достигнали до ниво калфа, т.е. тези които вече са обучени така, че да помагат на учителя за обучението на останалите ученици.
Османски дивити се съхраняват в музеите Сабанджъ в Истанбул и в Deutsche Guggenheim.